# Годфрен, Жак
Жак Андре Робер Годфрен (фр. Jacques André Robert Godfrain; 4 июня 1943, Тулуза) — французский правый политик, депутат Национального собрания, в 1995—2008 — мэр Мийо, в 1995—1997 — министр-делегат по делам сотрудничества в правительстве Алена Жюппе. Активный голлист и антикоммунист, видный деятель партий ЮНР, ЮДР, ОПР, СНД. Во время майских событий 1968 — организатор Комитетов защиты республики. Возглавлял голлистскую молодёжную организацию. Был казначеем «параллельной полиции» SAC. В 2010—2018 — президент Фонда Шарля де Голля. Член почётных комитетов голлистских организаций MIL и UNI.

## Происхождение, образование, работа
Родился в семье профессора-ветеринара. Был младшим из двух детей. В детстве перенёс остиомиелит с параличом правой руки. Болезнь развила в нём упорство и представление о своей общественной миссии.
В 1965 Жак Годфрен окончил Тулузский институт политических исследований. Получил также экономическое образование в Париже. Работал исполнительным директором аэрокосмической корпорации Snecma, менеджером авиакомпании UTA.

## Активист голлистского движения
С юности Жак Годфрен был убеждённым правым республиканцем и антикоммунистом, горячим сторонником генерала Шарля де Голля. Был возмущён подавлением Венгерского восстания в 1956, участвовал в акциях протеста. В 1958 Годфрен приветствовал приход к власти де Голля и установление Пятой республики. Агитировал за де Голля, распространял листовки в его поддержку. Возглавлял в Тулузе Голлистскую студенческую ассоциацию.
С 1961 Жак Годфрен состоял в голлистской партии Союз за новую республику (ЮНР). Стал одним из основателей голлистской молодёжной организации Молодёжный союз за прогресс. При этом Годфрен по складу характера тяготел не только к публичной политике, но и к конфиденциальной оперативной работе. Закономерным образом его привлёк главный стратег и организатор голлизма Жак Фоккар. С конца 1965 Годфрен состоял в SAC — «параллельной полиции голлизма», с 1967 заведовал молодёжными группами.
В дни Красного мая 1968 Жак Годфрен полностью поддерживал президента де Голля, выступал за жёсткое подавление леворадикальных выступлений (при том, что большинство молодёжного союза так или иначе поддерживало студенческие протесты). Вместе с Жаком Фоккаром, Пьером Лефраном, Ивом Лансьеном Жак Годфрен учредил правоголлистские Комитеты защиты республики (CDR). Именно Годфрен 23 мая 1968 выступил с публичным заявлением о создании CDR. Широкую известность получила фраза Годфрена: «Если власть потеряла улицу, на улице и надо отвечать». Годфрен был среди организаторов массовой демонстрации в поддержку де Голля 30 мая 1968. Вместе с Шарлем Паскуа организовывал прибытие сторонников генерала.

## Депутат, мэр, министр
В качестве молодёжного лидера Жак Годфрен участвовал в основании партии Союз демократов в поддержку республики (ЮДР). При поддержке Жака Фоккара был избран в партийной руководство, являлся самым молодым его членом. В 1970, уже при президенте Жорже Помпиду, Жак Годфрен был включён в Экономический, социальный и экологический совет — консультативный орган при Национальном собрании и правительстве. C 1973 являлся казначеем SAC, принадлежал к ближайшему окружению Пьера Дебизе.
Был прикомандирован к президентской канцелярии Помпиду. После смерти Помпиду на выборах 1974 поддерживал голлиста Жака Шабан-Дельмаса, но победу одержал либерал Валери Жискар д’Эстен. С 1976 Жак Годфрен — функционер новой голлистской партии Объединение в поддержку республики (ОПР).
Электоральная карьера Жака Годфрена начиналась неудачно: в 1968 ему не удалось избраться мэром Перпиньяна, на парламентских выборах 1973 он не стал депутатом Национального собрания. Положение изменилось с 1978: Годфрен несколько раз избирался муниципальным советником департамента Аверон и коммуны Сент-Африк; на выборах 1978 избран от ОПР депутатом Национального собрания. Выступил автором закона о пресечении компьютерных преступлений, известного как «закон Годфрена». Сотрудничал с клубом Перекрёсток часов.
В партии ОПР Жак Годфрен курировал вопросы безопасности (1984—1986) и социальной политики (1984—1990). «Человек Фоккара», он принадлежал к правоконсервативному крылу ОПР, исповедовал «голлизм порядка». На рубеже 1970—1980-х, в сильно изменившихся политических условиях, Годфрен оставался в жёстком дискурсе антикоммунистической борьбы 1960-х. Это проявилось и в 1982, когда после «Орьольской резни» указом президента-социалиста Франсуа Миттерана была распущена SAC. Жак Годфрен, наряду с рядом других деятелей давал показания специальной парламентской комиссии по расследованию.
В 1995 Жак Годфрен был избран мэром Мийо. Тогда же назначен министром-делегатом по делам сотрудничества в правительстве Алена Жюппе. Это был период, когда главой государства, после длительного либерального и социалистического президентства, вновь стал голлист — Жак Ширак.
Министерство по делам сотрудничества курировало отношения со странами Французского сообщества. Министр-делегат во французском правительстве руководит определённым направлением на основе полномочий, полученных от более крупного министерства. В данном случае министерство по делам сотрудничества являлось структурным подразделением МИД, Жак Годфрен подчинялся Эрве де Шаретту.
Министерский пост Жак Годфрен занимал в течение двух лет, в обоих кабинетах Жюппе. С 1997 по 2007 вновь был депутатом Национального собрания; с 2002 — от Союза за народное движение (СНД). В общей сложности парламентский стаж Годфрена составил почти три десятилетия. Почти полтора десятилетия Годфрен являлся мэром Мийо, но на мэрских выборах 2008 победил социалист Ги Дюран.

## Общественная и частная жизнь
Завершив депутатскую, правительственную и муниципальную деятельность, Жак Годфрен остаётся активным голлистом. Основную деятельность он перенёс в Фонд Шарля де Голля, в 2010—2018 являлся президентом Фонда. Состоит в почётных комитетах голлистских организаций UNI (правое студенчество) и MIL (продолжение традиции SAC). Как член СНД поддерживает Алена Жюппе. Комментаторы отмечают, что в преклонном возрасте Жак Годфрен полностью сохранил верность идеалам и принципам своей молодости. «Неколебимым маяком» остаётся для него образ генерала де Голля.
Другое направление деятельности Жака Годфрена — сотрудничество с африканскими странами (характерно наследие Фоккара, основателя Франсафрики). Годфрен является казначеем Фонда Пьера Фабра, занятого благотворительными проектами в Африке, взаимодействует с африканскими деятелями.
Жак Годфрен женат, имеет сына и дочь. Его увлечения — регби, спортивная ходьба, мотоцикл. Известен специфическим юмором с политическим уклоном. В 1993 был удостоен специальной Премии за политический юмор. Поводом для присвоения стала фраза: «Социалисты так сильно любят бедняков, что сами их создают».